# Hinter dem Horizont
Hinter dem Horizont (Originaltitel: What Dreams May Come) ist ein US-amerikanisch-neuseeländisches Filmdrama aus dem Jahr 1998. Die Regie führte Vincent Ward, das Drehbuch schrieb Ronald Bass anhand eines Romans von Richard Matheson. Die Hauptrolle spielte Robin Williams. Der Originaltitel ist dem dritten Hamlet-Monolog (Sein oder Nichtsein) entnommen, in welchem die Hauptfigur den Tod als erlösenden Schlaf für sich in Betracht zieht und nach der folgenden Erkenntnis von seiner Entscheidung abrückt: „[…] ’tis a consummation / Devoutly to be wish’d. To die, to sleep; / To sleep: perchance to dream: ay, there’s the rub; // For in that sleep of death what dreams may come / When we have shuffled off this mortal coil, / Must give us pause: […]“ (Es ist eine Vollendung, die andächtig ersehnt wird: Zu sterben... einzuschlafen... Zu Schlafen und zufällig zu träumen – ja, da ist der Haken. Denn die Träume, die uns in diesem Todesschlaf erwarten mögen, wenn wir unsere sterbliche Hülle abgelegt haben, müssen uns zu denken geben.)

## Handlung
Der Arzt Chris Nielsen lernt in der Schweiz die amerikanische Künstlerin Annie Collins kennen, die er später heiratet und mit der ihn eine seltene Seelenverwandtschaft sehr innig verbindet. Das Paar bekommt zwei Kinder, doch Sohn Ian und Tochter Marie kommen als Teenager bei einem Autounfall ums Leben. Auch Chris stirbt kurze Zeit später auf tragische Weise, während er bei einem Autounfall helfen will, in einer Massenkarambolage.
Nach seinem Tod findet sich Chris in einem Himmel wieder, den er mit seiner Fantasie erschaffen hat und der einem sehr farbenprächtigen Landschaftsgemälde seiner Frau Annie gleicht. Chris wird im Himmel von seinen beiden Kindern begleitet, was ihm aber erst nicht bewusst ist, denn sein Sohn Ian tritt als Albert auf, der einmal Chris’ vorgesetzter Arzt und späterer Freund war. Und seine Tochter Marie erscheint als Asiatin Leona, eine Stewardess, welche Chris auf einer Flugreise einmal vor den Augen seiner Tochter bewundert hat. Erst später findet Chris die wahre Identität der Personen heraus.
Die indes noch unter den Lebenden weilende Annie verfällt währenddessen durch die erlittenen Schicksalsschläge in Depressionen. Durch die ungewöhnlicherweise immer noch bestehende Verbindung mittels der Seelenverwandtschaft zu Chris kann dieser sie aus seinem bunten Himmelsreich beobachten.
Sie hatte einen ersten Suizidversuch noch zu Lebzeiten von Chris unternommen. Ein weiterer Versuch Annies, freiwillig aus dem Leben zu scheiden, ist mehrere Monate später erfolgreich, doch sie landet als Selbstmörderin in der höllenähnlichen Unterwelt, wo sie dazu verdammt ist, sich ihrer Lage nicht bewusst zu sein. Ein Wiedersehen der beiden ist somit ausgeschlossen. Chris will sich damit nicht abfinden und beschließt, sie zu finden und, falls möglich, zu retten.
Auf seiner schwierigen Suche begleiten Chris sein Sohn in Gestalt Alberts und Albert selbst, der als Gelehrter und Fremdenführer auftritt. Was niemand für möglich hält, geschieht. Chris findet seine Frau, doch sie erkennt ihn nicht. Erst durch seinen Entschluss, auf immer dort bei ihr zu bleiben und sich damit auch aufzugeben, geschieht die Rettung. Beide finden sich daraufhin in der farbenprächtigen Landschaft wieder, wo nun die ganze Familie in ursprünglicher Gestalt wieder vereint ist.
Da in dem Leben nach dem Tod alles möglich ist, was man sich wünscht und vorstellt, beschließen die beiden erneut geboren zu werden, um sich nochmal zu finden, zu verlieben und gemeinsam ein neues Leben zu gestalten. Der Film endet mit dem Sich-Finden der beiden (wiedergeborenen) Kinder an einem See.

## Kritiken
Cinema 12/1998 bezeichnete den Film als „mau“.
TV Spielfilm 24/1998 lobte die „grandiosen“ Bilder, bezeichnete den Film aber auch als stellenweise „kitschig“; die online-Ausgabe spricht von einem „Bilderrausch der intelligenten Art“.
Der Spiegel kritisierte das Drehbuch und bezeichnete den Film als ein „teuflisches mißratenes Tränen-Oratorium“.
„Ein visuelles Meisterwerk!“, lobt Bayern 3.
Im Lexikon des internationalen Films heißt es: „Ein farblich außergewöhnlich brillanter Film, der die Kunst digitaler Spezialeffekte in den Dienst einer bilderstarken Jenseitsgeschichte stellt; Paradies wie Unterwelt werden dabei anhand bedeutender Kunstwerke gestaltet. Die zeitgenössische Vision eines solipsistisch verengten "Barock"-Paradieses leidet an dramaturgischen Schwächen, worüber auch die stupende Kompilation an Architektur und Malerei nicht hinwegtäuschen kann. Nachdenklich stimmt das Fehlen eines jeden reflektierten Bezuges auf menschliche Existenzerfahrung, worin sich neue mythologisierende Sehnsüchte manifestieren.“

## Auszeichnungen
Der Film gewann im Jahr 1999 den Oscar für die Besten Visuellen Effekte, außerdem wurde er für das Beste Szenenbild nominiert.
Der Film gewann 1999 den Art Directors Guild Award, den Golden Satellite Award und den International Monitor Award. Cuba Gooding Jr. gewann 1999 den Blockbuster Entertainment Award und wurde für den Image Award nominiert.

## Hintergrund
Die Produktionskosten betrugen ca. 85 Millionen US-Dollar. Der Film spielte in den Kinos der USA ca. 55,4 Millionen US-Dollar ein, hinzu kamen ca. 17 Millionen US-Dollar in den anderen Ländern.
Der Soundtrack wurde ursprünglich von Ennio Morricone komponiert und eingespielt. Nach einigen Umschnitten wurde aber der Soundtrack von Michael Kamen im Film verwendet. Der Film startete am 26. November 1998 in den deutschen Kinos.